# Riccione
Riccione este o comună italiană care face parte din provincia Rimini. Din anul 2007, Riccione are o populație estimată la 35185 locuitori.

## Demografie
Riccione - evoluția demografică

|  | Graficele sunt indisponibile din cauza unor probleme tehnice. Mai multe informații se găsesc la Phabricator și la wiki-ul MediaWiki. |

Date: Recensăminte sau birourile de statistică - grafică realizată de Wikipedia